# Њу Лебанон (Охајо)
Њу Лебанон (енгл. New Lebanon) град је у америчкој савезној држави Охајо.

## Демографија
По попису из 2010. године број становника је 3.995, што је 236 (-5,6%) становника мање него 2000. године.
| Група             | 2000.         | 2010.         |
| Белци             | 4.141 (97,9%) | 3.825 (95,7%) |
| Афроамериканци    | 14 (0,3%)     | 46 (1,2%)     |
| Азијати           | 7 (0,2%)      | 17 (0,4%)     |
| Хиспаноамериканци | 32 (0,8%)     | 26 (0,7%)     |
| Укупно            | 4.231         | 3.995         |